# Иван Алексиев (офицер)
Иван Стефанов Алексиев с партизански псевдоним Пирин е офицер от Българската народна армия.
Пирин е роден в град Копривщица на 27 август 1921 г. Произхожда от бедно, работническо семейство и познавайки причините са сиромашията още като ученик встъпва в редиците на Работническия младежки съюз. Поради това, че полицията се заинтересува от него и влиза в дирите му отива в гората при партизаните, къедето заради смелото си поведение, проявено в няколко сражения получава партизанското си име. Родната къща на Иван Алексиев е изгорена от полицията и дълги години стоят единствено четирите циментови стъпала, където се е намирал нейният вход.[неблагонадежден източник]

След преврата от 1944 г. се записва в армията и взима участие в Отечествената война с военно звание подпоручик. На фронта воюва в разузнавателно подразделение и често минава в тила на противника предрешен като селянин или сръбски свещеник.
След разгрома на хитлеристите става военен пилот от БНА и национален шампион по парашутизъм. Загива трагично на 21 май 1956 г. в град Пловдив.